# Campionati italiani di triathlon del 1998
I Campionati italiani di triathlon del 1998 (X edizione) sono stati organizzati dalla Federazione Italiana Triathlon e si sono tenuti a Mondello in Sicilia, in data 27 settembre 1998.
Tra gli uomini ha vinto Gianpietro De Faveri (Torino Triathlon), mentre la gara femminile è andata a Edith Cigana (Pesaro Triathlon).

## Risultati

### Élite uomini
| Pos. | Atleta               | Società sportiva           | Nuoto    | Bici     | Corsa    | Totale   |
| ---- | -------------------- | -------------------------- | -------- | -------- | -------- | -------- |
|      | Gianpietro De Faveri | Torino Triathlon           | 00:27:00 | 00:55:18 | 00:33:52 | 01:56:10 |
|      | Fabrizio Ferraresi   | Zeppelin Triathlon Team    | 00:28:48 | 00:57:06 | 00:31:10 | 01:57:04 |
|      | Vincenzo Lardinelli  | Fri Team                   | 00:28:39 | 00:57:12 | 00:31:17 | 01:57:08 |
| 4    | Davide Maraja        | Fumane Triathlon           | 00:28:43 | 00:57:05 | 00:33:03 | 01:58:51 |
| 5    | Marco Salamon        | Fun Tri Team               | 00:28:40 | 00:57:13 | 00:33:13 | 01:59:06 |
| 6    | Gianfranco Mione     | Torino Triathlon           | 00:28:50 | 00:57:00 | 00:33:59 | 01:59:49 |
| 7    | David Morelli        | Galileo Triathlon          | 00:28:40 | 00:57:13 | 00:34:00 | 01:59:53 |
| 8    | Gabriele Pertusati   | Silca Ultralite            | 00:28:40 | 00:56:50 | 00:36:01 | 02:01:31 |
| 9    | Stefano Cocchi       | Galileo Triathlon          | 00:28:52 | 00:57:07 | 00:35:54 | 02:01:53 |
| 10   | Ermanno Ciarrocchi   | Flipper Ascoli Piceno      | 00:28:33 | 00:57:14 | 00:37:43 | 02:03:30 |
| 11   | Andrea Palmieri      | Olimpia Triathlon          | 00:30:23 | 00:58:19 | 00:35:04 | 02:03:46 |
| 12   | Claudio Nicotra      | Sport Extreme              | 00:33:26 | 00:58:11 | 00:32:11 | 02:03:48 |
| 13   | Stefano Rossi        | Silca Ultralite            | 00:31:01 | 00:58:16 | 00:35:49 | 02:05:06 |
| 14   | Fabrizio Meniconi    | Versilia T.C.              | 00:28:41 | 00:57:19 | 00:39:26 | 02:05:26 |
| 15   | Ferdinando Vatteroni | Versilia T.C.              | 00:31:02 | 00:58:10 | 00:36:19 | 02:05:31 |
| 16   | Dimitri Ricci        | Fri Team                   | 00:28:43 | 00:57:34 | 00:39:44 | 02:06:01 |
| 17   | Marco Stradi         | Tri. Rari Nantes Marostica | 00:31:17 | 00:58:01 | 00:36:56 | 02:06:14 |
| 18   | Mauro Miorelli       | Tenno                      | 00:33:44 | 00:56:47 | 00:36:00 | 02:06:31 |
| 19   | Andrea Vernia        | Galileo Triathlon          | 00:30:49 | 00:59:41 | 00:36:18 | 02:06:48 |
| 20   | Massimiliano Biribò  | Fiamme Azzurre             | 00:28:45 | 01:00:06 | 00:39:11 | 02:08:02 |

### Élite donne
| Pos. | Atleta             | Società sportiva        | Nuoto    | Bici     | Corsa    | Totale   |
| ---- | ------------------ | ----------------------- | -------- | -------- | -------- | -------- |
|      | Edith Cigana       | Pesaro Triathlon        | 00:30:10 | 01:04:12 | 00:38:36 | 02:12:58 |
|      | Manuela Ianesi     | Läufer Club Bozen       | 00:30:08 | 01:04:16 | 00:39:04 | 02:13:28 |
|      | Astrid Perathoner  | F.I.Tri.                | 00:30:47 | 01:03:41 | 00:40:33 | 02:15:01 |
| 4    | Barbara Chierici   | Fun Tri Team            | 00:32:17 | 01:06:43 | 00:37:08 | 02:16:08 |
| 5    | Monica Tardo       | Nadir Palermo           | 00:32:17 | 01:06:40 | 00:39:00 | 02:17:57 |
| 6    | Mirella Gandellini | Zeppelin Triathlon Team | 00:32:28 | 01:06:31 | 00:39:47 | 02:18:46 |
| 7    | Nadia Da Ros       | Silca Ultralite         | 00:30:39 | 01:09:29 | 00:41:09 | 02:21:17 |
| 8    | Daniela Ianesi     | Läufer Club Bozen       | 00:37:02 | 01:13:16 | 00:47:52 | 02:38:10 |
| 9    | Rosa Maria Farace  | Apl Ici 1               | 00:31:00 | 01:18:48 | 00:49:57 | 02:39:45 |
| 10   | Daria Bellavia     | Nadir Palermo           | 00:40:25 | 01:14:21 | 00:49:47 | 02:44:33 |